# سامسونگ گلکسی اس۲۱
سامسونگ گلکسی اس۲۱ (انگلیسی: Samsung Galaxy S21) یک مجموعه از تلفن‌های هوشمند مبتنی بر اندروید از سری سامسونگ گلکسی اس هستند که توسط سامسونگ الکترونیک طراحی، توسعه و به بازار ارائه می‌شود. این اسمارت‌فون‌ها جانشین سری سامسونگ گلکسی اس۲۰ هستند و در رویداد Galaxy Unpacked سامسونگ در ۱۴ ژانویه ۲۰۲۱ معرفی شدند.
شرکت سامسونگ در ساخت گلکسی اس۲۱ اولترا از فناوری هوش مصنوعی بهره برده است. استفاده از این فناوری نه‌تنها موجب افزایش سرعت پردازنده این گوشی شده، بلکه تفاوت‌های مشهودی را در بخش دوربین آن رقم زده است. به عنوان مثال این گوشی هنگام عکس‌برداری، با تکیه بر فناوری هوش مصنوعی، پیشنهادهایی برای قاب‌بندی بهتر و ترکیب عکس به شما می‌دهد.
نسخهٔ «فن ادیشن» این گوشی توسط سامسونگ در نمایشگاه بین‌المللی سی‌ئی‌اس و در تاریخ ۳ ژانویه ۲۰۲۲ معرفی شد. این نسخه ابتدا قرار بود در اکتبر ۲۰۲۱ عرضه شود، اما کمبود جهانی تراشه عرضهٔ آن را تا ۱۱ ژانویه ۲۰۲۲ به عقب انداخت.
در ۹ فوریه ۲۰۲۲، سری سامسونگ گلکسی اس۲۲ به‌عنوان جانشین این سری توسط سامسونگ معرفی شد.